# Estońskie Archiwum Folklorystyczne
Estońskie Archiwum Folklorystyczne (est. Eesti Rahvaluule Arhiiv) – główna instytucja zajmująca się zbieraniem, katalogowaniem i przechowywaniem przejawów estońskiej kultury tradycyjnej. Obecnie jest częścią Estońskiego Muzeum Literatury, ale zostało utworzone jako oddział Estońskiego Muzeum Narodowego. Obecnym dyrektorem Archiwum jest dr Risto Järv.

## Historia
Archiwum zostało utworzone w Tartu w 1927 r. Głównym celem jego założenia było zgromadzenie wszystkich istniejących wcześniej zbiorów w jednym miejscu celem ułatwienia badań nad kulturą tradycyjną i rozszerzenia ich zakresu oraz lepszego zorganizowania etnograficznych prac terenowych w Estonii.
Oryginalne zbiory archiwum składały się głównie z relacji zebranych przez estońskiego kolekcjonera folkloru Jakoba Hurta (1839–1907). Folklor estoński był wcześniej amatorsko zbierany przez zamieszkujących tereny ówczesnego Dorpatu Niemców bałtyckich, jednak to Jakob Hurt połączył różne inicjatywy i zaczął otwarcie zachęcać Estończyków do kolekcjonowania folkloru. Tworzenie historii poprzez aktywne zbieranie przejawów estońskiej kultury tradycyjnej było jednym z głównych czynników, które wpłynęły na tzw. estońskie przebudzenie narodowe. Dzieło Jakoba Hurta zaowocowało kolekcją rękopisów liczącą 114 696 stron, zawierającą piosenki, przysłowia, zagadki, legendy, bajki i inne materiały z różnych regionów Estonii. Hurt usystematyzował i uporządkował zebrane materiały w tomy według formatu i miejsca. Po śmierci Hurta jego zbiór został przeniesiony do repozytorium Fińskiego Towarzystwa Literackiego w Helsinkach, ponieważ w tym czasie w Estonii nie było warunków do odpowiedniego przechowywania zebranych materiałów. Inicjatorem tego ruchu był fiński folklorysta Kaarle Krohn (1863–1933).
Estońskie archiwum zostało zainspirowane Archiwum Folkloru Łotewskiego, które powstało w 1924 r. jako pierwsze tego typu archiwum w regionie. 24 września 1927 roku Estońskie Archiwum Folklorystyczne zostało niezależnym oddziałem Estońskiego Muzeum Narodowego, a na jego czele stanął Oskar Loorits. Pracownicy naukowi koncentrowali się wtedy na przetwarzaniu wcześniej zebranych materiałów i udostępnianiu ich do dalszych badań.
W 1940 roku Archiwum przekształciło się w Oddział Folkloru Państwowego Muzeum Literatury. Podczas okupacji hitlerowskiej (1941-1944) nastąpiła ponowna reorganizacja. Dział Folkloru ze swoimi zbiorami stał się częścią Uniwersytetu w Tartu. W 1943 r., aby uchronić zbiory przed zniszczeniem, ewakuowano je w różne miejsca w całej Estonii.
W roku 1944 na teren Estonii wkroczyła armia radziecka. Estońskie Archiwum Folklorystyczne zostało przemianowane na Oddział Folkloru Państwowego Muzeum Literatury. Podejście do folkloru, dynamika praktyk kolekcjonerskich i archiwalnych dostosowane zostały do ideologii panującej w Związku Radzieckim.
Po odzyskaniu przez Estonię niepodległości w 1991 r. dokonano instytucjonalnej reorganizacji Archiwum. W 1995 r. Zbiory Wydziału Literatury i Folkloru Uniwersytetu w Tartu oraz Instytutu Języka i Literatury Estońskiej Akademii Nauk w Tallinnie zostały włączone do Estońskiego Archiwum Folklorystycznego. Dziś zarchiwizowane materiały służą przede wszystkim badaczom i studentom zajmującym się folklorystyką. Pracownicy archiwum oferują pomoc i konsultacje etnologom, antropologom kulturowym i przedstawicielom innych dyscyplin z Estonii i nie tylko.
Wyniki badań pracowników Archiwum publikowane są w formie artykułów i monografii, powstają także naukowe publikacje źródłowe. W 2000 r. przywrócono publikację serii Proceedings of the Estonian Folklore Archives (est. Eesti Rahvaluule Arhiivi Toimetused). Archiwum jest również odpowiedzialne za przygotowanie i publikację zbiorów pieśni (m.in. Vana Kannel [„Stara Harfa”]) oraz antologie baśni ludowych w serii Monumenta Estoniae Antiquae.

## Kolekcje
Zbiory Estońskiego Archiwum Folklorystycznego składają się z rękopisów, fotografii, nagrań dźwiękowych, filmów, jak również treści multimedialnych.

### Rękopisy
Zbory Archiwum zawierają 31 kolekcji rękopisów, które sumują się do 1,5 miliona stron. Najbardziej istotny okres gromadzenia rękopisów wiąże się z działalnością Jakoba Hurta (1838–1907) i Matthiasa Johanna Eisena (1880–1934). Hurt zaczął gromadzić folklor w latach sześćdziesiątych XIX wieku, a jego kolekcja osiągnęła ostatecznie 162 tomy rękopisów. Nazwy poszczególnych zbiorów rękopisów są opatrzone skrótem zgodnym z nazwiskiem osoby, która była autorem danego zbioru. Na przykład, E odnosi się do zbioru M. J. Eisena, a H do zbioru rękopisów J. Hurta. Niektóre zbiory są również podzielone na serie, np. H I, H II i H III.

### Nagrania dźwiękowe
Zbiór zawiera materiały nagrane na płytach gramofonowych i kasetach. Pierwsze nagrania, które znajdowały się na woskowych cylindrach, zostały zebrane w latach 1912–1914 przez fińskiego folklorystę A. O. Väisänena (1890–1969). Głównymi nośnikami danych są dyski DAT i Mini, które są używane od 1995 roku oraz karty pamięci od 2000 roku. Od 1992 roku Jaan Tamm – inżynier dźwięku – pracował nad digitalizacją nagrań taśmowych. Starsze zbiory nagrań dźwiękowych zawierają nagrania muzyki instrumentalnej wykonywanej na starszych instrumentach. W XX wieku nagrania dźwiękowe zawierają głównie pieśni ludowe w nowszych stylach.

### Nagrania wideo
W kolekcji filmów i nagrań wideo znajduje się 1377 pozycji. Odzwierciedlają one tradycje Estończyków i innych grup etnicznych zamieszkujących tereny Estonii. Na przykład kolekcja wideo składa się z nagrań wykonań muzycznych, wykonanych zarówno w autentycznych sytuacjach terenowych, jak i na festiwalach muzyki ludowej.

## Internetowe bazy danych Estońskiego Archiwum Folklorystycznego
Wraz z początkiem ery cyfrowej w połowie lat 90. stworzono pierwsze cyfrowe rejestry i bazy danych, które miały zastąpić analogowy system indeksów i kartotek. Niektóre materiały archiwalne otrzymały odpowiedniki cyfrowe. Obecnie istnieje około 30 tematycznych baz danych online, poniżej kilka z nich.

### Kivike
System Repozytoryjny Plików i Informacji Archiwalnej Kivike (akronim Kirjandusmuuuseumi Virtuaalne Kelder) to projekt, który rozpoczął się w 2010 roku. Celem Repozytorium jest zachowanie i zwiększenie dostępności zbiorów Estońskiego Muzeum Literatury i jego oddziałów (w tym zbiorów Estońskiego Archiwum Folklorystycznego), a także udostępniania archiwalnych materiałów w Internecie dla badaczy i szerszej publiczności.

### Baza estońskich pieśni runicznych
Pieśń runiczna (est. regilaul) to archaiczna forma pieśni tradycyjnej, która odgrywa ważną rolę w estońskiej kulturze tradycyjnej. Forma regilaul pochodzi prawdopodobnie ze wspólnego dziedzictwa wczesnych krajów bałtyckich. Naukowcom nadal trudno jest określić dokładny wiek regilaul. Szacuje się, że jest to tradycja licząca kilka tysięcy lat, sięgająca czasów, gdy różne bałtyckie plemiona zaczęły rozgałęziać się na terenach dzisiejszej Europy Północnej i Wschodniej.
Kolekcja pieśni runicznych była efektem zakrojonych na szeroką skalę badań Jakoba Hurta. W 2003 roku Estońskie Archiwum Folklorystyczne rozpoczęło prace nad bazą danych pieśni runicznych, aby ułatwić dostęp do materiałów archiwalnych zarówno badaczom, jak i szerszej publiczności. Baza została udostępniona online w 2010 r. przez grupę zajmującą się badaniami nad pieśniami ludowymi. System został opracowany z pomocą Fińskiego Towarzystwa Literackiego na przykładzie bazy danych fińskich pieśni runicznych Suomen Kansan Vanhoissa Runoissa.
Pod koniec 2016 r. Baza danych zawierała 83 547 tekstów, które można było przeszukiwać według parafii, w której pieśń została zebrana, kolekcjonera i roku (nagrania), a także według funkcji pieśni, jej rodzaju i gatunku. Baza danych posiada interfejs w języku angielskim, ale wszystkie materiały są w języku estońskim.